# Peterburgski Sbornik
Peterburgski Sbornik (russisch Петербургский сборник, „Petersburger Sammlung“, „Petersburger Anthologie“) war eine kurzlebige Literaturzeitschrift, die in Sankt Petersburg nur im Jahre 1846 in Erscheinung trat. Ihr Herausgeber war der Schriftsteller Nikolai Nekrassow. Der 25-jährige Fjodor Dostojewski veröffentlichte darin in Fortsetzungen seinen Erstlingsroman Arme Leute. Weitere Beitragende waren Wladimir Odojewski, Wissarion Belinski, Wladimir Sollogub und der Maler Rudolf Schukowski. Nekrassow gab die Zeitschrift bereits 1846 wieder auf, um das Magazin Sowremennik zu erwerben.